# スイス式トーナメント
スイス式トーナメントとは、勝ち残り式ではなく、すべての参加者が一定数の試合を行うトーナメント方式である。スイスドローとも呼ばれる。
スイス式トーナメントでは、すべての競技者（チーム、個人）が複数回の試合を行うが、総当たり戦のように他のすべての競技者と試合をするわけではなく、総当たり戦に比べて試合数が大幅に削減される。対戦相手の決定はできる限り同程度の力量を持つ競技者同士が対戦し、同じ相手と二度以上対戦することがないように予め作られた規則に沿って行われる。全試合終了後に最も多くの得点を集めたものが勝者となる。
1895年にスイスのチューリッヒで行われたチェスの大会で初めてこの方式が使われたことからスイス式トーナメントと名付けられている。

## 概要
スイス式トーナメントが適しているのは、総当たりでは必要となる試合数が多すぎるが、トーナメント終了まで脱落者が出てしまうことが望ましくないような場合である。例えば、大会の目的が試合の機会を与えることであり、かつすべての試合を行うのに費用があまりかからないアマチュアの大会などが一つの例である。一方で、設備に制約があったり高額な費用がかかったりする場合、競技者がプロで一試合毎に報酬を払わなければならない場合、トーナメントの目的が観客にトップ選手のすばらしい試合を見せることである場合などは、勝ち抜き方式の方が適している。スイス式においては既定の試合数や得点の算出方法がある。競技者が奇数でなければ、各ラウンドで全ての競技者が試合に割り振られる。
競技者は1ラウンドに1人（1チーム）とのみ対戦する。第1ラウンドを除いては、対戦相手はその時点の得点に基づいて決定される。第1ラウンドにおいては対戦相手はランダムや特定のパターンで決定される。もし、トップクラスの参加者が最後のラウンドで対決するようにしたいのならば、勝ち抜き方式のトーナメントと同様に両者を異なる山にいれて始めなければならない。
続くラウンドにおいては、参加者はそれまでの累計の得点の順に並べられ、それぞれの得点が近いもの同士が対戦する。同じ対戦相手と二度当たらないようにするためや、不公平を均すために若干の調整が必要となることもある。
総当たり方式は競技者が少ない場合に適している。ほとんどまたはすべてのプレイヤーがお互いに対戦できるからだ。根本にある考えは、すべてのプレイヤーと対戦して最終的に一番高得点を得たものは勝者に違いないというものである。脱落方式やサドンデスといった方式はすぐに競技者を減らすことができるが、必ずしも最も素晴らしいプレイヤーが勝てるとは限らない。単純な勝ち残り方式は自分より優れた相手に勝利してしまうことがあるかもしれない。スイス式はどれだけ多くのプレイヤーがいても限られた試合数で目に見える形で勝者を選ぶことを目的としている。スイス式の組み合わせは、総当たり方式のように全ての相手と対戦することなく、また1回の負けで脱落することなく、明確な勝者を決めなければならない。

## 採用状況
スイス式トーナメントは主にチェス、ブリッジ、eスポーツ、モラバラバ、スクラブル、バックギャモン、スカッシュ、ペタンク、クイズボウル、マジック・ザ・ギャザリング、ポリシーディベート、ウォーハンマー、エイトボール、オセロ、ドミニオン、ポケモンカードゲーム、遊戯王 、ブラッドボウル、ギルドウォーズ2、パスオブエグザイル、アンドロイドネットランナーなどのゲームで使われている。また大相撲においては幕下以下の取組に採用されている。
囲碁の場合、ヨーロッパやアメリカにおいてはほとんどの大会でマクマホン式が用いられている。スイス式トーナメントではトッププレイヤー同士の対戦が最後のラウンドで行われるようにしたいのであれば、早いラウンドにおいて「虐殺試合」と呼ばれる力の差が大きい者同士の対戦から始めなければならない。マクマホン式は、すべてのプレイヤーに最初からずっと自分と同等のプレイヤーとの試合を与え、最終結果がより正確に「本当の」現在の強さを反映することができるように作られている。日本でマクマホン式が用いられることは稀で、スイス式が採用されている棋戦には棋聖戦のCリーグやSGW杯中庸戦などがある。
チェスでは、スイス式 (Swiss) とモンラート式 (Monrad) の両方の用語が使われ、マッチングのアルゴリズムが異なる別々の方式を意味している（後述）。モンラート式は主にデンマークやノルウェーで用いられ、その他の国のほとんどでは国際チェス連盟(FIDE)の定めたスイス式が用いられている。これに対して他のほとんどのスポーツでは1種類の方式のみが使われ、それがスイス式 (Swiss) かモンラート式のいずれかの名前で呼ばれている。

## 組み合わせの決定
初戦の組み合わせはランダム、またはレーティング（チェス）や昨年の成績などによる序列に従って決定される。試合後すべての参加者は次のラウンドに進み、勝者は勝者と、敗者は敗者との対戦になるように組み合わせが決まる。それ以降のラウンドではそれぞれの競技者が自分と同じまたはほとんど同じ得点を持っている相手と顔を合わせることになる。どのプレイヤーも同じ相手と二度対戦することはない。チェスにおいてはどのプレイヤーも黒番白番を持つ数が同じになり、出来るだけ黒白交互で試合を行うことになるよう努力されている。また、三戦連続で同じ色を持つことがないように最大限配慮されている。
細かい組み合わせ法などはスイス式の中でもそれぞれ異なる。これらはかなり複雑であるため、この作業が早く、簡単に、ミスなく行えるようにするために大会の主催者がこのマッチングをコンピュータに任せることもよくある。
チェスでは「スイス式」と言った場合、たいていは国際チェス連盟がオランダ式と呼ぶ特定の方式を意味している。モンラート式は世界中の多くのスポーツで用いられているだけでなく、チェスでもデンマークとノルウェー（の国内戦）で用いられている。以下ではこれらの二つの方式について簡単に説明する。

### オランダ式 (Dutch system)
プレイヤーは得点に基づいていくつかのグループに分けられる。それぞれのグループにはレーティングやその他の基準に基づいて決められた同レベルのプレイヤーが入る。この方式のもとでは上位半分の選手は下位半分の選手と組合わされる。例えば、グループに8人の選手がいたとすれば、1番の選手は5番の選手と、2番の選手は6番の選手とといった組み合わせになる。同じ選手が二度対戦したり、手番が連続して同じになったりする（チェス）ことを防ぐ際に修正が行われる。プレイヤーは得点やランク順に並べられ、上位半分が下位半分と組み合わされる。得点差が小さいグループにおいてはこの方式は適していない。

### モンラート式 (Monrad system)
プレイヤーたちははじめ彼らの得点に基づいて格付けされ、彼らにスタートナンバーが与えられる（ランダムまたはシード制）。そして、1番と2番、3番と4番、…と対戦相手が決まる。他の規則に従うように修正が行われる。プレイヤーは得点（得点グループではない）や個人順位によって分けられ、それぞれのプレイヤーは再戦とならないような次の対戦相手と当たる。これは競技者が少ないときに適している方法である。
デンマークのチェスの大会に用いられているモンラート式はかなり単純で、プレイヤーははじめランダムに格付けされ、同じ相手と二度当たることだけを避けたマッチングが行われている。ノルウェー式では最初のラウンドに任意のシードシステムを使用し、スコアごとのグループの中でマッチング方法によってすべてのプレイヤーの手番が等しくなるように努力している。

## 最終得点とタイブレーク
ラウンド数はあらかじめ決まっている。最終ラウンドが終わった時にプレイヤーは得点ごとにランク付けされる。もし、彼らの得点が等しく、彼らが対戦した相手の合計得点も等しかった場合は同点決勝が行われる。

## 分析、利点、欠点
引き分けがないと想定される、勝者（敗者）が明確に決定できる試合においてはノックアウト方式と同じだけの試合数が必要となる。つまり、プレイヤーの数を2を底とする対数を取った値だけのラウンド数が必要となる。したがって、3ラウンドあれば8人、4ラウンドあれば16人のプレイヤーを扱うことができる。もし、最低限必要な試合数よりも少ない数しか行われなかった場合は2人以上のプレイヤーがお互いに顔を合わせることなく全勝で大会を終えるという事態が起こりうる。
ノックアウト方式と比べてスイス式には途中で敗退する選手が1人もいないという利点がある。つまり、大会に出場したプレイヤーは自分の成績に関わらずすべてのラウンドに参加することが保証される。唯一の例外は、参加人数が奇数で1人残ってしまう場合である。残った選手は不戦勝が与えられる。つまり、そのラウンドで対戦することはできないがそのラウンドで試合に勝ったのと同じだけの得点を得ることができる（例えばチェスの大会なら1勝）。そのプレイヤーは次のラウンドに再編入され、再度不戦勝を得ることはできない。
ノックアウト方式と比べた際の他の利点は、最終結果がトーナメントの勝者だけでなく、それ以外の選手たちの相対的な強さも示してくれることである。例えば、ノックアウト方式の決勝戦の敗者は実際にはその大会で2番目に強い選手ではないかもしれない。なぜなら2番目に強い選手が最終的な優勝者に早いラウンドで負けてしまった可能性があるからである。
スイス式トーナメントにおいては時々最終ラウンドを迎える前に、あるプレイヤーがたとえ最終戦に負けてしまっても優勝できるだけの大きなリードを得ることがある。これはいくつかの欠点を持っている。まず1つは、スイス式トーナメントはノックアウト方式とは異なり、最終戦が常にクライマックスを迎えるわけではないということである。そして2つ目は、優勝が確定していて勝つ必要がなくやる気のない1位の選手が最終戦で負けてしまった場合、他のプレイヤーの順位に影響を及ぼすことになる。この問題に対する1つの解決法は、首位の選手には脱落式のラウンドを設けることである。スクラブルのトーナメントではこのような大きなリードを持ったプレイヤーに対して、入賞することは不可能だが高い順位に位置するプレイヤーを対戦させる。この方法はアメリカで1995年に行われたスクラブルのオールスター大会で優勝したデイビッド・ギブソンに対して初めて適用されたことにちなんで、ギブソナイゼーション（またはギブソンルール）として知られている。彼はスクラブル史上最高の賞金王で、大きな大会でも最終ラウンドに入る前に優勝を確定させてしまうことで特に有名であった。このような背景から、優勝が確定した段階で準優勝者の決定に影響が出ないように順位の低いプレイヤーと対戦させられるプレイヤーは「ギブソン化」されたといわれる。
総当たり方式と比べた際の欠点として、スイス式では大会を上位で終えた選手たちは概して良いパフォーマンスをし、下位で終えた選手たちはよくないパフォーマンスをしたことはわかるが、中位で終えた選手については順位があまり意味を持たないことが多い。例えば最近のヨーロッパ・チェス選手権では、最終得点が5½/11だったプレイヤーたちのレーティング・パフォーマンス（その大会の成績だけで計算したレーティング）は2189～2559と散らばっていた。この数値の差は、このグループのうちパフォーマンスの高いプレイヤーはパフォーマンスの低いプレイヤーに対して90%以上の勝率を上げるだろうということを意味する。またレーティング・パフォーマンスが2441だったあるプレイヤーは、パフォーマンスが2518だった別のプレイヤーよりも2.5ポイントも高い得点を上げていた。
この方式はイングランドにおいてポケットビリヤードの予選などに使われている。全勝のプレイヤーが多数出てきてしまう状況を克服するために、特定の回数試合に負けたプレイヤーは脱落させられる。これによって最終戦ではただ1人のプレイヤーのみが全勝で終え、自動的に勝者を決定することができる。一方で残りの選手たちが最終順位を決めるためにはラウンドロビン（総当たり）方式を行わなければならない。
ラウンドロビン方式と比べて、スイス式は実現不可能な数のラウンド数を要求することなく多くのプレイヤーに参加してもらうことができる。勝ち残り式トーナメントはテニスのように一度に限られた数の試合数しか行えないような場合に適している。スイス式においてはすべてのプレイヤーが同時に対戦することができる。
スイス式の最大の欠点は複雑性である。例えばサッカーの大会などに対しては、前もって会場の準備などが必要でありそれぞれの試合においてたくさんの配慮が必要であるといった実用的な理由から基本的には適していないが、近年ではUEFAチャンピオンズリーグやAFCチャンピオンズリーグエリートなどで対戦相手を事前に決定した類似方法が採用されている。
特定の同じ集団が対戦しない形式の場合は上位争いをしている他集団の競技対象との直接対決に勝利して同一集団の上位進出をアシストするという、団体戦的な戦いぶりが求められることもある。

## スイス方式の色々な種類

### 短期決戦方式
短期決戦法は用意されたラウンド数に対して適切な人数以上の参加者がいる大きなトーナメントなどで使われる。

### デンマーク式
デンマーク式はスイス式と同じ原理で進むが、どのプレイヤーも同じ相手と二度試合をしてはいけないという制約がない。

### コンラッド式
長い期間にわたって開催される（例えば1ラウンドに1週間で計3か月の大会など）いくつかのトーナメントにおいては、コンラッド式と呼ばれる融通の利く方式が用いられる。

### マクマホン式
マクマホン式として知られているスイス式の異型はヨーロッパにおける囲碁の大会で定着している。主な違いはプレイヤーがレベルごとに分けられた状態で始まることである。スイス式はすべてのプレイヤーが同じレベルで始まる特別な形なのである。これはベル研究所のリー・マクマホンにちなんで名づけられたものである。

### アマルフィ式
イタリアのトーナメント方式。スイス式と似ているがプレイヤーを得点ごとに分けることはない。